# Cuniculotinus gramineus
Cuniculotinus gramineus là một loài thực vật có hoa trong họ Cúc. Loài này được (H.M.Hall) "Urbatsch, R.P.Roberts & Neubig" mô tả khoa học đầu tiên năm 2005.